# Anaglyptus producticollis
Anaglyptus producticollis là một loài bọ cánh cứng trong họ Cerambycidae.